# السعيد أبهلول الورثلاني
السعيد أبهلول أو الشيخ السعيد بن الطاهر بن أحمد الورثلاني (مواليد 31 يناير 1860 بني ورثيلان- 4 فبراير 1945 بني شبانة) عالم وفقيه جزائري من منطقة القبائل بالجزائر.

## السيرة
ولد السعيد الورثلاني ولد في قرية ألموثن ببني ورتيلان، ولاية سطيف حاليا سنة 1276 هـ (1859 م) في عرش معروف بالعلم. أخذ العلم من الشيخ حمدان الونيسي
و قد كتب والده في مجلد مخطوط بخط يده ما يلي:«... في اليوم الثامن من رجب أحد شهور الله الحرم من عام 1276 هـ سنة ست و سبعين و مائتين وألف، جعل الله البركة في عمره و أنبته نباتا حسنا و رزقه العلم النافع و القلب الخاشع و الرزق الواسع و العمل المتقبل، و حفظه مما يخشى منه و جعله بارا لربه مع والديه و حشرنا و إياه مع أبائنا في زمرة مؤلفي هذا الكتاب و تغمدنا برحمته آمين». كان أول شيوخه هو والده الشيخ الطاهر بن احمد ابهلول وقد عرف بعلمه وفقهه، كما كان من حفاظ القرآن الكريم، فعلمه مبادئ العربية والكتابة، ولما بلغ الخامسة من عمره بدأ في تحفيظه القرآن الكريم، وقد طال العمر بالوالد حتى رأى ابنه عالما ومدرسا. وحفظ عن ظهر قلب بعض الأراجيز في القراءات والتوحيد ومبادئ الفقه واللغة، أثناء حفظه للقرآن الكريم الذي ختمه ثلاث ختمات متتالية، ثم قرأ مختصر خليل في الفقه وألفية ابن مالك. رفض السعيد ابهلول الورتلاني الوظيفة وزهد في جاهه العريض، وسخر حياته من أجل محاربة البدع والدفاع عن الدين الإسلامي كما ساهم بجهوده في المجال التعليمي والتربوي الذي رابط فيه زهاء 60 سنة من عمره المديد (86 سنة)، وكان المرجع في بلاد زواوة في المسائل والإفتاء، فهو القاضي والمفتي الشعبي في المساجد والأسواق والتجمعات.
بدأ التدريس وهو دون الثلاثين من عمره، واستمر فيه أكثر من ستين سنة، كما كان الشيخ ينسخ المصاحف والكتب، وقد قال بنفسه بأنه ينسخ مصحفا كاملا في اقل من نصف شهر، ثم يبيعه ليشتري بثمنه الكتب التي يفتقدها مطبوعة كانت أم منسوخة اثراءا لمكتبه ودعما لطلبته وغيرهم من المهتمين، وقد نسخ المئات من الكتب والمخطوطات والمجلدات وكان خطه مغربيا أصيلا جميلا سهل القراءة لا اعوجاج في سطروه ولا انحناء وكأنه خط مطبعي.
انتقل بعد وفاة أبيه ونشوب خلاف بينه وبين قائد دوار بني ورتيلان إلى قرية بني شبانة حيث استقر بها إلى غاية وفاته. اختير له لقب «فضلاء» عوض لقب ابهلول الذي بقيت بعض أبناء عمومته يلقبون به، في الفترة جرت عملية تلقيب العائلات الجزائرية (الألقاب العائلية حتى قامت بها السلطات الفرنسية للتحكم في الهجرة والتنقل)
و توفي يوم الأحد 21 صفر 1346 هـ الموافق ل 4 فبراير 1945 م على الساعة السابعة صباحا، ودفن بضريح سيدي موسى الوغليسي.

## أساتذته
- يحي حمودي امام ومدرس مسجد اولموتن ببني ورتيلان حتى وفاته، أخذ عنه علوم الشريعة والدين.
- عبد الله حمودي ابن الشيخ يحي حمودي وخليفته بعد وفاته واخذ عنه علوم العربية والنحو والصرف والبلاغة والبيان.
- السعيد بن الحريزي العيدلي وعنه أخذ اصول الفقه وعلوم اللسان والبلاغة والعروض.
- محمد القاضي الصدوقي من قرية ثقاعت بلدة صدوق ولاية بجاية وعنه أخذ الفقه والتصوف والتفسير.
- احمد رحاب المجاهد الذي شارك في ثورة الشريف المقراني سنة 1871م، وعنه أخذ فنون المنطق والتاريخ الإسلامي عبر مؤلفات سعيد قدورة الازهري.
- حمدان الونيسي دفين المدينة النبوية، الأستاذ الكبير والأب الروحي للإمام عبد الحميد بن باديس، حيث تتلمذ له لما كان يزور مدينة قسنطينة، كما كان يراسله يطلب رأيه في الفتاوي التي تعرض عليه.[8]
- عبد القادر المجاوي القسنطيني المغربي (ت سنة 1332) المدرس بجامع الكتاني والمدرسة الكتانية بقسنطينة، ثم بالمدرسة الثعالبية بالجزائر العاصمة، من مؤلفات الكثيرة: «إرشاد المتعلمين»، و«المرصاد في مسائل الاقتصاد», و«شرح منظومة في إنكار البدع والمفاسد الاجتماعية» للمفتي الشيخ المولود بن الموهوب.
- صالح بن مهنا القسنطيني الأزهري، أحد رجال الإصلاح في الجزائر.
- عاشور الحنفي البسكري، الفقيه الأديب.

## التدريس
بدأ التدريس وهو دون الثلاثين من عمره، واستمر فيه أكثر من ستين سنة، وكان يستعمل مختلف الطرق في التعليم منها إيراد الأقوال والأمثال والحكم والأشعار، وقد كان طلبته من مختلف ربوع الوطن، وكان يتنقل إلى أماكن النزاع بنفسه للإصلاح بين المتنازعين، ولفتاويه شهرة واسعة حيث اعتمدها القضاة وراسله الكثير منهم في شأنها، وقد علق شيخه حمدان لونيسي على فتاويه وأعجب بها، كما قرضها الشيخ عبد الحميد بن باديس.
ومن بين المدارس والمعاهد التي درس بها:
- درس في نواحي عين البيضاء (أم البواقي)، وادي الزناتي (قالمة)،
- زاوية بوقشابية (عنابة) درس فيها مختصر خليل والسنوسية في التوحيد والاجرومية في النحو وغيرها.
- معهد زاوية فريحة الساحلية ببني ورتيلان وله تلاميذ خلفوه في التدريس منهم الشيخ صالح الفريحي.
- مسجد الشيخ الحسين الورتيلاني ومن تلامذته فيه الشيخ الفضيل الورتيلاني.
- معهد الزاوية الزورقية بمشارف بني وغليس شمال وادي الصومام، وهي تنسب إلى الشيخ احمد زروق البرنوسي.
- معهد زاوية سيدي موسى بني وغليس في شمال وادي الصومام، وهو معهد مشهور في بلاد القبائل الصغرى والكبرى لما له من أوقاف وشيوخ حيث يؤمه مئات الطلبة من جهات القطر الجزائري، وقد اشتهر بتخريج أئمة الصلوات والخطباء.
- مسجد سيدي عيش (بجاية) حيث كان الشيخ ينزل كل يوم أربعاء، وهو يوم تنعقد فيه سوق أسبوعية يقصدها الناس بكثرة من القرى والمداشر المجاورة، فكان يعقد مجلس فتوى وقضاء يفتى فيه الناس.

## تلاميذه

### أبناؤه
- عبد الملك فضلاء، شهيد الثورة التحريرية، الأستاذ المربي الأديب الشاعر (1920 – 1957 م).
- محمد الطاهر فضلاء العالم الأديب المسرحي (30 مارس 1918 م - 19 يوليو 2005 م).
- محمد الباهي فضلاء الأديب المسرحي.

### العلماء والمشايخ
- الهادي زروقي—مؤسس الحركة الاصلاحية ببجاية
- الفضيل الورثلاني—الشيخ المصلح الرحالة.[9]
- العربي الشريف امام مسجد سيدي عيش وشهيد الثورة التحريرية
- يحي الحافظي امام حر ومدرس
- محمد الطاهر شرفاوي امام ومدرس
- محمد الشريف شرفاء امام ومدرس وصهر الشيخ السعيد.
- احمد بلعياضي امام بأولاد أبراهم ولاية برج بوعريريج.

## مؤلفاته
- رسالة في الرد على القائلين من الطرقيين بوجوب تلقين الأوراد للعوام من المريدين. سنة 1928 م بمطبعة رودوسي.[8] وقد قرضها وأثنى عليها عدد من العلماء آنذاك منهم الشيخ البشير الإبراهيمي الذي كتب إليه رسالة مطولة بخصوصها كاتبا «...ثم تأملت الرسالة، فإذا انتم ترمون عن قوس فكرتي، و ترودون مراد انتجاعي، فحمدت الله، و أيقنت أن ذلك نتيجة التعارف الروحي.»